# Copa Pepe Reyes 2018
La Copa Pepe Reyes 2018 (en inglés y de manera oficial Pepe Reyes Cup 2018) fue la décima octava edición de la Copa Pepe Reyes, la supercopa organizada por la Asociación de Fútbol de Gibraltar. El torneo se disputó el 12 de agosto de 2018 en el Estadio Victoria. Europa se coronó campeón y consiguió su segundo título.

## Clubes participantes
El torneo de este año fue jugado entre Europa, campeón de la Rock Cup 2018 y Lincoln Red Imps, campeón de la Primera División 2017-18.
| Club             | Método de clasificación                |
| ---------------- | -------------------------------------- |
| Europa           | campeón de la Rock Cup 2018            |
| Lincoln Red Imps | Campeón de la Primera División 2017-18 |

## Partido
| 12 de agosto de 2018 | Europa | 1-1 (4-2 p.) | Lincoln Red Imps | Estadio Victoria, Gibraltar |  |
| 13:30                |        | Reporte      |                  |                             |  |

### Campeón
| Campeón Copa Pepe Reyes 2018 |
| ---------------------------- |
| Europa 2° título             |